# Kubanattskärra
För fågelarten Siphonorhis daiquiri, se daiquirínattskärra.
Kubanattskärra (Antrostomus cubanensis) är en fågel i familjen nattskärror.

## Utbredning och systematik
Kubanattskärra helas här in i två underarter med följande utbredning:
- A. c. cubanensis – förekommer på Kuba
- A. c. insulaepinorum – förekommer på Isle of Pines och Cayo Coco

### Släktestillhörighet
Arten placerades tidigare i Caprimulgus men genetiska studier visar att den står närmare Phalaenoptilus och Nyctiphrynus.

## Status och hot
Arten har ett stort utbredningsområde, men tros minska i antal, dock inte tillräckligt kraftigt för att den ska betraktas som hotad. Internationella naturvårdsunionen IUCN listar arten som livskraftig (LC).